# Pleisweiler-Oberhofen

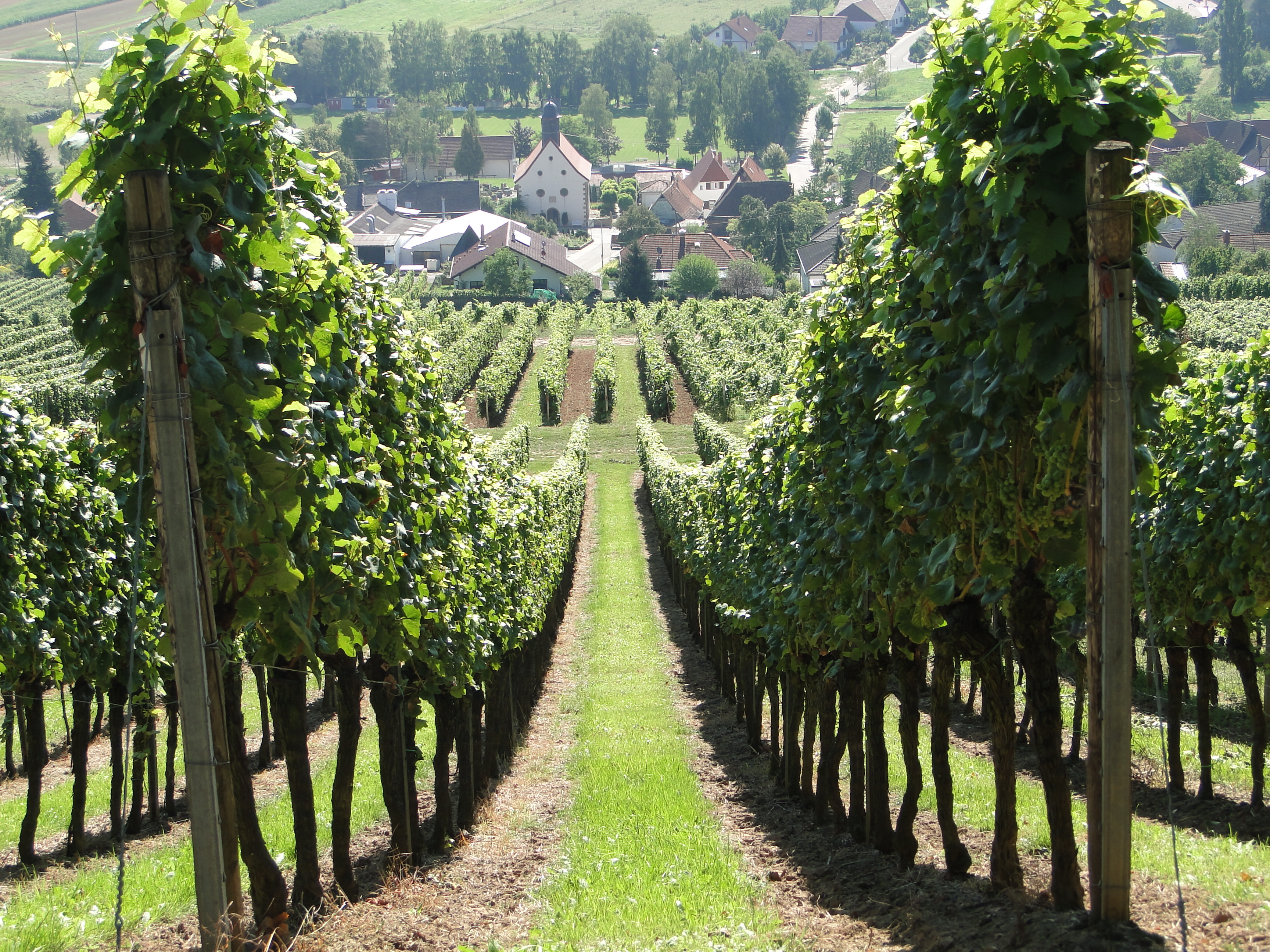
Blick auf Pleisweiler-Oberhofen

Pleisweiler-Oberhofen ist eine Ortsgemeinde im Landkreis Südliche Weinstraße in Rheinland-Pfalz. Sie entstand 1828 durch Zusammenlegung der Gemeinden Pleisweiler und Oberhofen. Sie gehört der Verbandsgemeinde Bad Bergzabern an.

## Geographie

### Lage
Der staatlich anerkannte Erholungsort liegt zwischen dem Pfälzerwald und dem Rhein in der Region Weinstraße. der Westen der Gemarkung ragt in den Wasgau hinein, wie der Südteil des Pfälzerwaldes auch genannt wird.
Zu Pleisweiler-Oberhofen gehören zusätzlich die Wohnplätze Haus Eichenlaub und Wappenschmiede. Nachbargemeinden sind – in Uhrzeigersinn – Gleiszellen-Gleishorbach, Heuchelheim-Klingen, Niederhorbach, Kapellen-Drusweiler und Bad Bergzabern.

### Erhebungen und Gewässer
Im Südwesten der Gemeindegemarkung unweit der Grenze zu Bad Bergzabern erhebt sich der 315 Meter hohe Eulenkopf. Durch die Gemeinde fließt in West-Ost-Richtung der Hirtenbach.

## Geschichte
Beim Bau der Umgehungsstraße wurden Reste einer römischen Ansiedlung gefunden (gemauerter Keller mit Scherben der Warenarten Terra Sigillata und Terra Nigra). Nach der Schlacht von Zülpich wurde das Gebiet von den Franken besiedelt. Wahrscheinlich war Blidineswilare eine der ältesten Siedlungen in der Region. Oberhofen wurde erstmals im 9. Jahrhundert als Gutshof des Klosters Klingenmünster erwähnt. 1828 wurden die Dörfer Pleisweiler und Oberhofen zu einer Gemeinde im Rahmen des Königreichs Bayern vereinigt.
Die neu gebildete Gemeinde gehörte dem Landkommissariat Bergzabern an; aus diesem ging das Bezirksamt Bergzabern hervor. 1939 wurde sie in den Landkreis Bergzabern eingegliedert. Im Zweiten Weltkrieg litt das Dorf unter wiederholten Räumungen und Beschuss durch Artilleriefeuer. Nach dem Krieg wurde die Gemeinde innerhalb der französischen Besatzungszone Teil des damals neu gebildeten Landes Rheinland-Pfalz. Im Zuge der ersten rheinland-pfälzischen Verwaltungsreform wechselte Pleisweiler-Oberhofen am 7. Juni 1969 in den neu geschaffenen Landkreis Landau-Bad Bergzabern, der 1978 in Landkreis Südliche Weinstraße umbenannt wurde. 1972 wurde die Gemeinde der ebenfalls neu gebildeten Verbandsgemeinde Bad Bergzabern zugeordnet.

## Religion
Ende 2013 waren 43,0 Prozent der Einwohner evangelisch und 37,3 Prozent katholisch. Die übrigen gehörten einer anderen Religion an oder waren konfessionslos. Die einst im Ort ansässigen Juden besaßen außerdem eine Synagoge.

## Politik

### Gemeinderat
Der Gemeinderat in Pleisweiler-Oberhofen besteht aus zwölf Ratsmitgliedern, die bei der Kommunalwahl am 9. Juni 2024 in einer personalisierten Verhältniswahl gewählt wurden, und dem ehrenamtlichen Ortsbürgermeister als Vorsitzendem.
Die Sitzverteilung im Gemeinderat:
| Wahl | SPD | CDU | FWG | WGG | Gesamt   |
| ---- | --- | --- | --- | --- | -------- |
| 2024 | –   | 3   | 9   | –   | 12 Sitze |
| 2019 | 5   | –   | –   | 7   | 12 Sitze |
| 2014 | 4   | –   | –   | 8   | 12 Sitze |
| 2009 | 5   | 4   | 3   | –   | 12 Sitze |
| 2004 | 2   | 5   | 5   | –   | 12 Sitze |

- WGG = Wählergruppe Gruschinski (CDU und FWG)[7]

### Bürgermeister
Roland Gruschinski (CDU) wurde am 17. Juni 2014 Ortsbürgermeister von Pleisweiler-Oberhofen. Bei der Direktwahl am 26. Mai 2019 wurde er mit einem Stimmenanteil von 52,16 % in seinem Amt bestätigt. Bei der Direktwahl am 9. Juni 2024 wurde er als einziger Bewerber mit 55,6 % für weitere fünf Jahre wiedergewählt.
Sein Vorgänger Harald Lehmann (SPD) hatte das Amt fünf Jahre ausgeübt.

### Wappen
| Wappen von Pleisweiler-Oberhofen | Blasonierung: „In Schwarz ein goldener Engel mit goldenen Flügeln, goldener Gloriole und rotem Schulterriemen, rotem Kreuzstirnband und roter Lanze, damit einen auf dem Rücken liegenden rotbezungten grünen Drachen tötend.“ |
| Wappen von Pleisweiler-Oberhofen | Wappenbegründung: Es wurde 1982 von der Bezirksregierung Neustadt genehmigt und geht zurück auf ein Siegel aus dem Jahr 1521. Der Erzengel Michael war der Patron des Klosters Klingenmünster, zu dem Pleisweiler gehörte.     |

## Kultur und Sehenswürdigkeiten

### Kulturdenkmäler

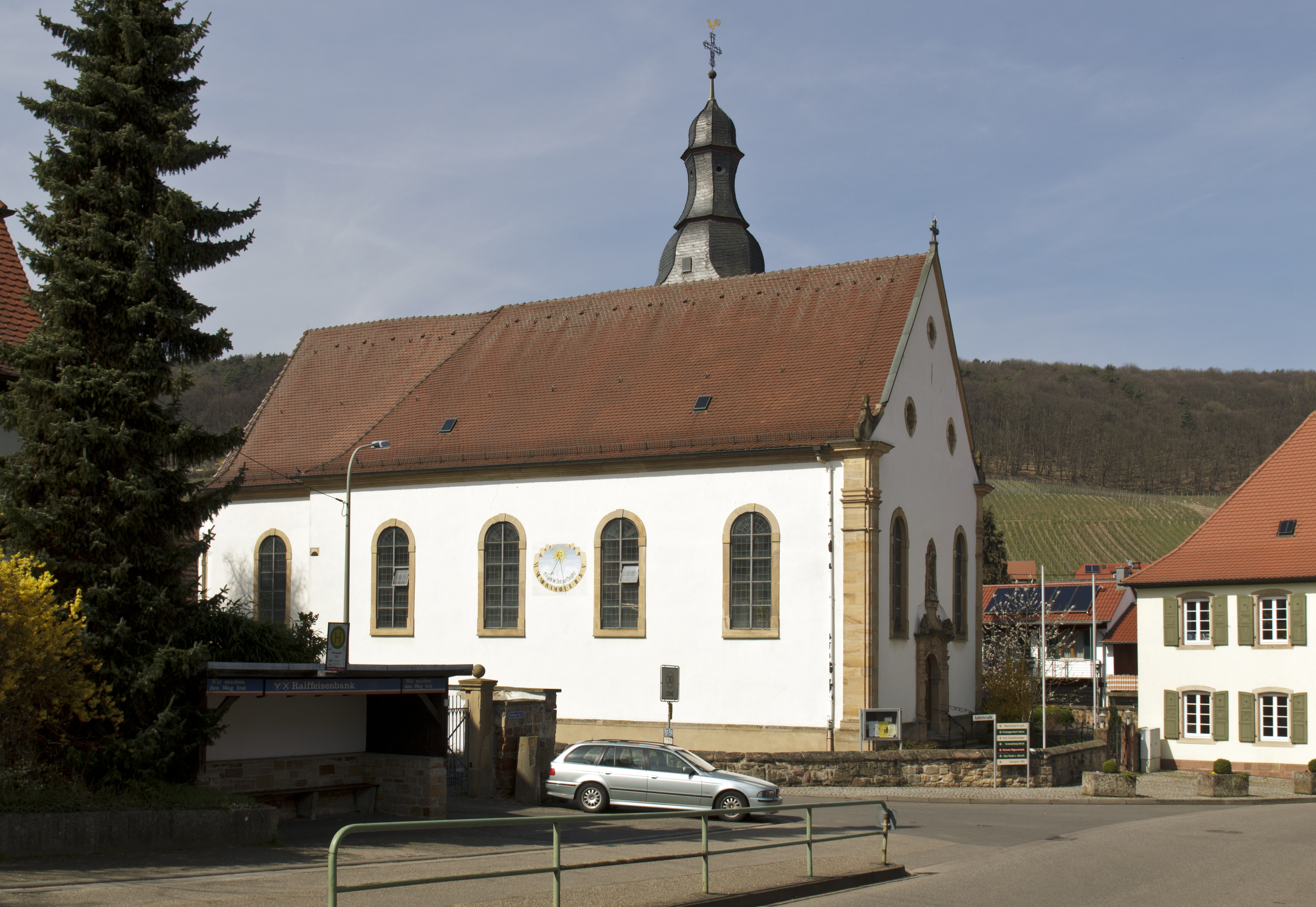
Denkmalgeschützte katholische Pfarrkirche St. Simon und Judas in Pleisweiler

Auf Gemarkung von Pleisweiler-Oberhofen befinden sich zahlreiche Objekte, die unter Denkmalschutz stehen, darunter das Ochsensteiner Schloss.

### Natur
Über das Gebiet der Ortsgemeinde erstrecken sich die Naturschutzgebiete Haardtrand – Wolfsteig und Haardtrand – Gottesacker.

### Regelmäßige Veranstaltungen
Die alljährliche Kerwe findet am ersten Wochenende im September statt. Am zweiten Wochenende im Oktober wird zum Weinfest „Fest des Federweißen“ eingeladen. Regelmäßig finden unter dem Titel Pleisweiler Gespräche Diskussionen zu aktuellen politischen Themen statt.

## Wirtschaft und Infrastruktur

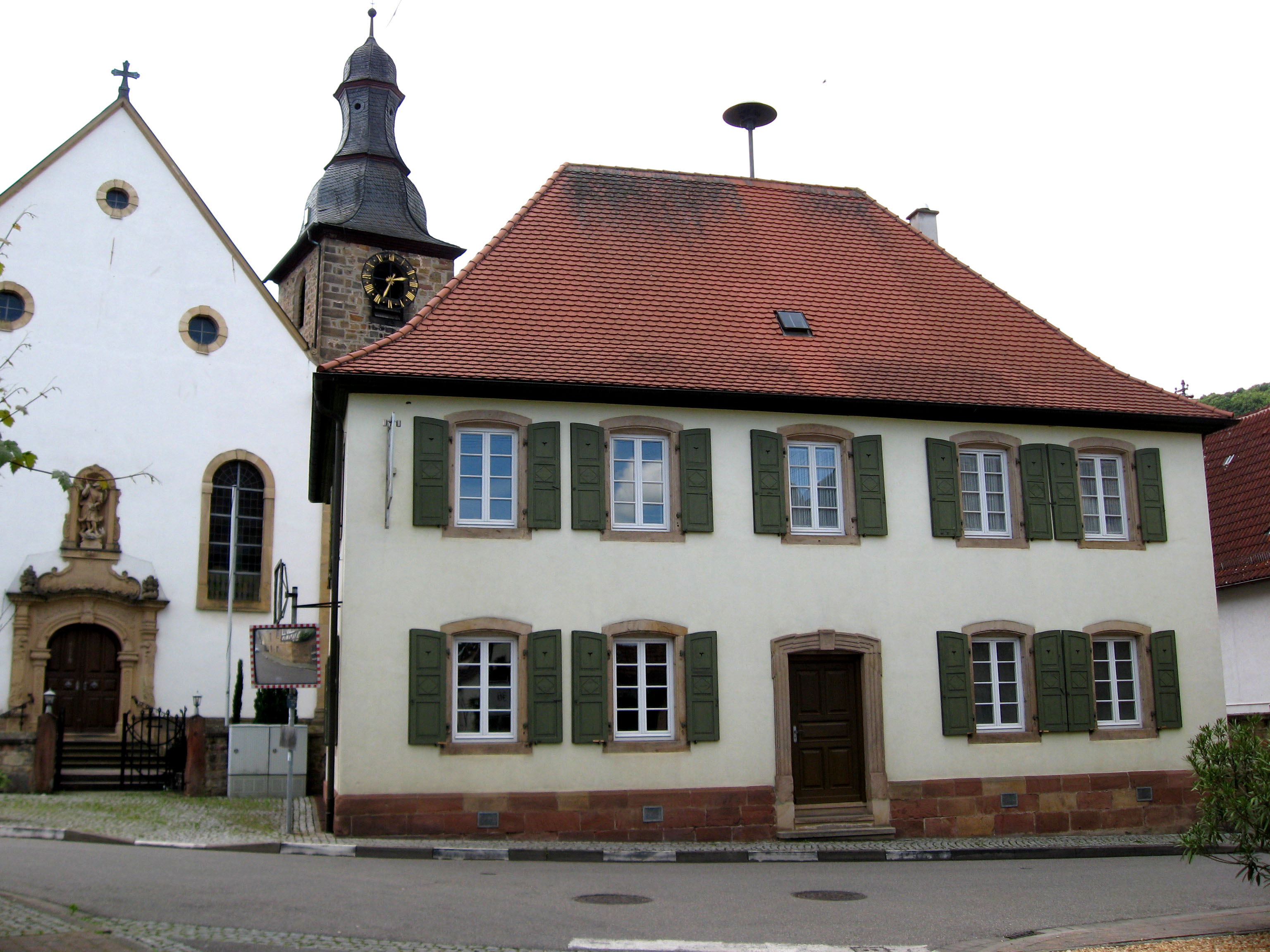
Landesstraße 508 – zugleich Deutsche Weinstraße – innerhalb von Pleisweiler-Oberhofen

### Wirtschaft
Pleisweiler-Oberhofen ist ein Winzerort und als solcher Teil des Weinanbaugebiets Pfalz. Vor Ort befindet sich die Einzellage Schloßberg (189,11 ha). Die Lage gehört zur Großlage Kloster Liebfrauenberg. Im Südost des Gemeindegebiets an der Grenze zu Bad Bergzabern befindet sich außerdem ein Gewerbegebiet.

### Verkehr
Durch das Siedlungsgebiet verläuft die Landesstraße 508. Im Osten der Gemeindegemarkung verläuft in Nord-Süd-Richtung die Bundesstraße 48 und im Südosten für ein kurzes Stück die Bundesstraße 38. Pleisweiler-Oberhofen ist über die Buslinie 540 an das Nahverkehrsnetz angeschlossen. Der nächstgelegene Bahnhof befindet sich in Bad Bergzabern.

### Tourismus
Durch die Gemeinde führen die Deutsche Weinstraße und der Radweg Deutsche Weinstraße.

## Söhne und Töchter der Gemeinde
- Heinz Leonhard (* 1958), Politiker (CDU)